# Ostenland

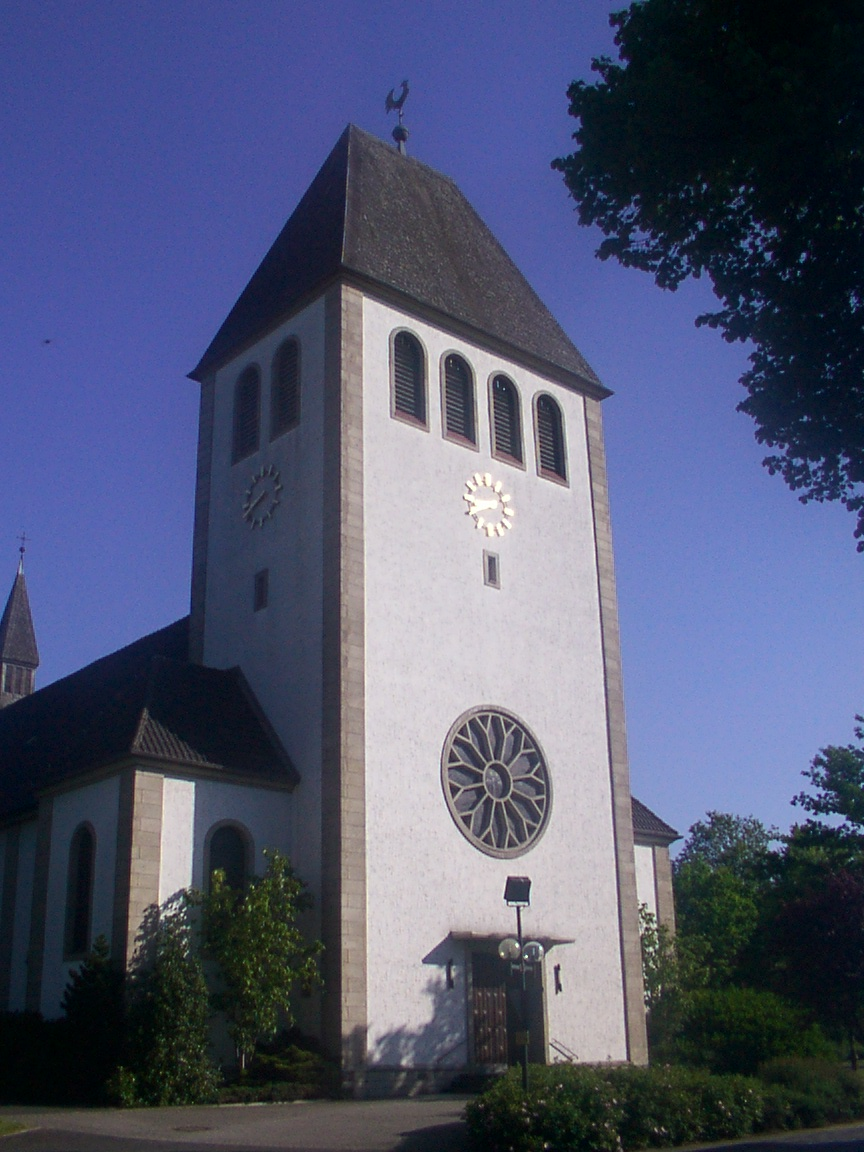
Katholische Pfarrkirche St. Joseph

Ostenland ist ein Stadtteil im Osten der Stadt Delbrück in Nordrhein-Westfalen, Deutschland und gehört zum Kreis Paderborn. Im Dezember 2023 zählte der Ort 3025 Einwohner.

## Geografie
Ostenland befindet sich im Osten der Westfälischen Bucht. Nachbarorte sind der Paderborner Stadtteil Sande im Südosten sowie die Gemeinde Hövelhof im Osten. Zudem grenzt Ostenland an die Delbrücker Stadtteile Bentfeld, Anreppen und Lippling sowie direkt an das Delbrücker Stadtgebiet. Durch das Ortsgebiet verläuft die Ems-Rhein-Wasserscheide: Der in Ostenland entspringende Grubebach mündet bei Rietberg in die Ems, während der im Süden verlaufende Haustenbach über die Lippe in den Rhein entwässert.
Im Osten des Ortsgebietes hat Ostenland Anteil am Naturschutzgebiet Erdgarten-Lauerwiesen, dessen größerer Teil sich jedoch im benachbarten Hövelhof befindet.

## Geschichte
Das Gebiet um Ostenland war schon früh von germanischen Brukterern und Sachsen besiedelt.
Die erste Erwähnung eines Teiles von Ostenland erfolgte am 2. Februar 1290: bonis thome hope sitis in Delbrucgen („Die Güter Thomehope, gelegen im Delbrücker Land“). Es ist jedoch nicht gesichert, ob bonis hier für nur einen Hof mit dem Namen Thomehope stand, oder ob es eine Bezeichnung für mehrere Höfe war. Thomehope hat in etwa die Bedeutung „aufm Haupe“, was eine erhobene Stelle inmitten eines Sumpfes meinte. Thomehope, später nur noch Haupt genannt, entwickelte sich zu einem Mittelpunkt von Ostenland, da hier Bier gebraut und ausgeschenkt wurde.
Ostenland entwickelte sich zu einer sogenannten Bauerschaft, die sowohl den Mittelpunkt Haupt als ursprünglich auch die Dörfer Espeln und Hövelhof mit einschloss. Am 9. November 1527 taucht für diese Bauerschaft das erste Mal der Name Osterbauerschaft auf. Ostenland gehörte bis zu den Napoleonischen Kriegen zum Küchenamt Delbrück im Hochstift Paderborn. Im Königreich Westphalen bildete Ostenland seit 1807 eine Gemeinde im Kanton Delbrück des Distrikts Paderborn im Departement der Fulda. 1816 kam die Gemeinde Ostenland zum neuen Kreis Paderborn, in dem sie zum Amt Delbrück gehörte. Am 1. Januar 1975 wurde Ostenland durch das Sauerland/Paderborn-Gesetz nach Delbrück eingemeindet. Gleichzeitig kamen Espeln und die Klausheider Siedlung an Hövelhof. 1989 wurde Ostenland Landesgolddorf und 2008 Kreisgolddorf.
24 Vereine mit vielen Unterabteilungen prägen die Dorfgemeinschaft.